# War (àlbum)
War és el tercer àlbum de la banda irlandesa de rock U2, llançat al mercat el 28 de febrer de 1983. L'àlbum s'ha considerat com el primer àlbum d'U2 obertament polític, en part degut a les cançons "Sunday Bloody Sunday", "New Year's Day", així com pel títol, que deriva de la percepció del món que la banda tenia aquell moment; Bono va declarar: 
| «      | la guerra semblava ser el motiu per a l'any 1982 | » |
| — Bono |                                                  |   |